# プラスメプシンII
プラスメプシンII(Plasmepsin II, EC 3.4.23.39)は、酵素である。以下の化学反応を触媒する。
ヘモグロビンまたはグロビンにおいて、特定の疎水性残基を結ぶ結合を加水分解する。また、Ala-Leu-Glu-Arg-Thr-Phe-Phe(NO2)-Ser-Phe-Pro-Thrのような小分子も切断する。
この酵素は、マラリア原虫が持つ。